# 젖병

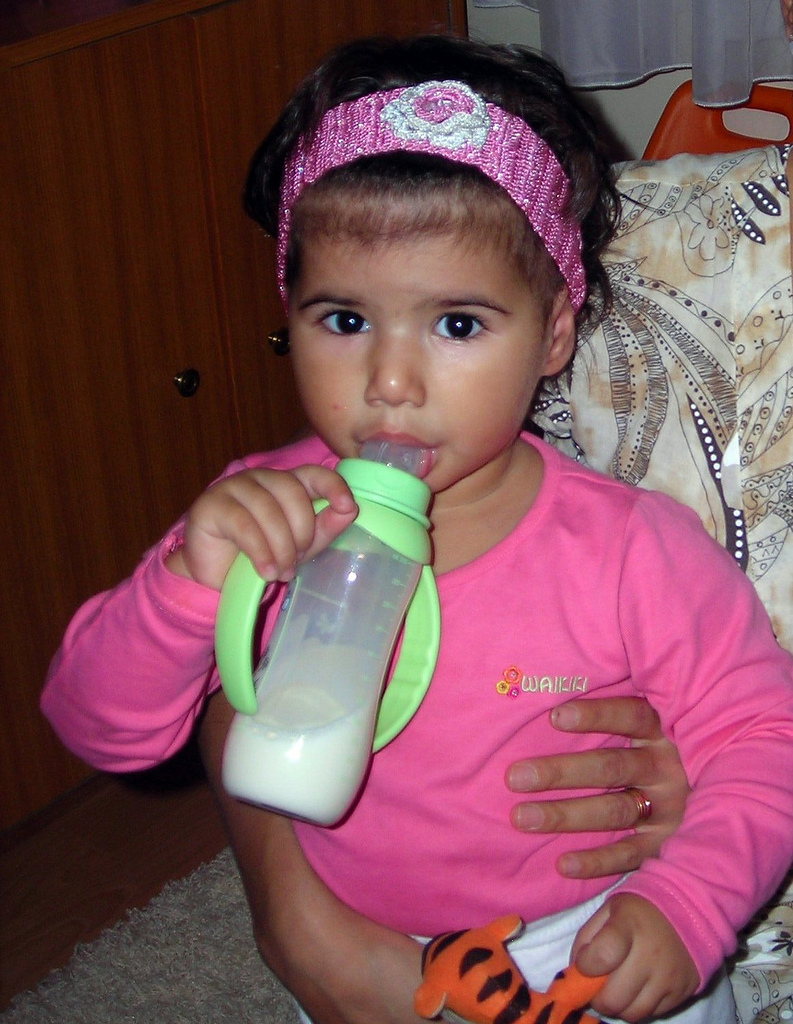
젖병으로 분유를 마시는 소녀.

젖병은 직접 마시기 위한 꼭지가 있는 병이다. 유아와 어린 아이들이 흔히 사용하는 물건이다. 또, 컵을 이용하여 편하게 마실 수 없는 사람들을 위해 자신이 직접 사용하거나 누군가가 먹이는데 사용한다.
특히 모유 수유, 경구 수분 보충 요법에 사용된다.

## 크기와 디자인
대형 젖병은 일반적으로 280 ml를 담을 수 있으며, 작은 크기는 150 ml를 담을 수 있다. 병 그 자체와 꼭지, 링, 그리고 꼭지를 덮는 캡으로 이루어진다.

## 청소와 살균
영국에서 NHS Choices가 지정한 현재의 충고는 아기용 젖병을 살균하라는 것이며, 이는 신생아와 고위험(예: 감염에 취약한) 유아들에게 특히 중요한 것으로 간주된다. 살균의 경우 오스트레일리아에서도 밀튼 살균액(Milton sterilizing fluid) 등의 사용이 권장된다. 미국에서의 현재 권고는 병 살균 대신 뜨거운 비눗물에 청소하라는 것이다.

## 역사
주둥이가 달린 병은 고고학적 발견의 증거로서 역사 기록의 초기 시기로 거슬러 올라간다.

## 같이 보기
- 조제분유